# クトゥブッディーン・ムハンマド
クトゥブッディーン・ムハンマド（ペルシア語: قطب الدين محمد、Qutb ud-Dīn Muḥammad、? - 1127年）は、ホラズム・シャー朝の君主（在位：1097年 - 1127年）。
アヌーシュ・テギーンの子。アヌーシュ・テギーンの一族の中で、初めてホラズム・シャーの称号を名乗った人物と考えられている。

## 生涯
クトゥブッディーンの父アヌーシュ・テギーンの死後、ホラズム地方の統治者に任命されたイキンチ（Ekinchi）はアミール（貴族）のヤルク＝タシュ（Yaruq-Tash）らの反乱によって殺害される。ヤルク＝タシュはホラズムを自らの支配下に置こうとしたが、スルターン・バルキヤールクのマムルーク（軍人奴隷）であるハバシ・イブン・アルトゥン＝タク（Habashi ibn Altun-Taq）によって反乱は鎮圧された。1097年頃、クトゥブッディーンはハバシよりホラズム地方の統治者に任命された。クトゥブッディーンはホラズム地方を統治する傍らで、ホラズムの支配を回復しようとするイキンチの息子の企てを阻止した。
クトゥブッディーンは父と同じく、バルキヤールクらセルジューク朝のスルターンに忠誠を誓い続けた。彼が統治した時代のホラズム地方に政治的に大きな変化は無く、支配領域はアム川河口の三角州に限定されていた。1113年から1114年にかけて、セルジューク王家の宗族ムハンマド・アルスラーン・ハンが統治する西カラ・ハン国で宗教反乱が発生すると、反乱の鎮圧に協力する。1118年にセルジューク朝のスルターンとなったサンジャルから、ホラズム・シャーの称号を授与され、翌1119年にイラクを支配するマフムード2世を攻撃するサンジャルの遠征に従軍した。
1127年にクトゥブッディーンは死去し、子のアトスズが跡を継いだ。
クトゥブッディーンは文芸の保護に努め、領民から敬愛を受けた。彼の治世に完成した学術書の一つに、医学者サイイド・ザイン・アッディーン・ジュルジャーニーによって献呈されたペルシア語の医学書『ホラズム・シャーの貯蔵庫』があり、『ホラズム・シャーの貯蔵庫』はイブン・スィーナーの『医学典範』と並んでよく読まれた。